# Маркусси, Луи
Луи Маркусси (настоящее имя Людвиг Казимир Ладислас Маркус, фр. Louis Marcoussis; 14 ноября 1878, Варшава — 22 октября 1941, Кюссе, департамент Алье) — французский художник и график — кубист. Дядя историка литературы и культуры Макса Мильнера.

## Жизнь и творчество
Родился в Польше, в еврейской семье. Некоторое время изучал в Варшаве право. Затем, с 1901 года, учится в краковской Академии искусств. В 1903 Маркус приезжает в Париж и поступает в Академию Жюлиана, в класс Жюля-Жозефа Лефевра. Впервые выставляет свои работы в 1905 году, в Осеннем салоне, и в 1906 — в Салоне Независимых. С 1907 года Маркусси всерьёз увлекается кубизмом. Зарабатывал на жизнь художник созданием иллюстраций и карикатур для многочисленных парижских юмористических и сатирических журналов. В 1906 он знакомится с Эдгаром Дега, в 1910 — с Жоржем Браком, Пикассо и Гильомом Аполлинером. Был дружен со многими выдающимися мастерами — в их числе Хуан Грис, Фернан Леже, Франсис Пикабиа, Марсель Дюшан, Альбер Глез и др. После развода с Марсель Умбер (Евой Гуэль), ушедшей к Пикассо, Маркусси в 1913 году женится на художнице Алисе Галичка.
С 1914 по 1919, в годы Первой мировой войны, художник служит во Французском Иностранном легионе. В 1920-е годы Л. Маркусси совершает поездку по США. В 1933 году он становится профессором по печатной графике в парижской Академии Шлефер. В 1940, при наступлении немецких войск, художник уезжает в Кюссе близ Виши, где в следующем году, осенью, умирает.

## Персональные выставки
- 1905 Salon d’Automne, Париж
- 1906 Salon des Indépendants, Париж
- 1925 Galerie Le Pierre, Париж
- 1928 Galerie Le Centaure, Брюссель
- 1929 Galerie Georges Bernheim, Париж
- 1929 Galerie Jeanne Bucher, Париж
- 1933 Galerie Knoedler, Нью-Йорк
- 1934 Arts Club, Чикаго
- 1936 Palais des Beaux-Arts, Брюссель
- 1937 Palais des Beaux-Arts, Брюссель (ретроспектива)
- 1939 London Gallery, Лондон
- 1949 Выставка в память о художнике, Париж
- 1950 Выставка в память о художнике, Базель
- 1951 Выставка в память о художнике, Брюссель

## Галерея

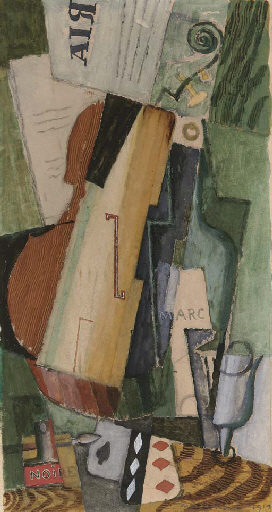
Violon, bouteilles de Marc et cartes, 1919
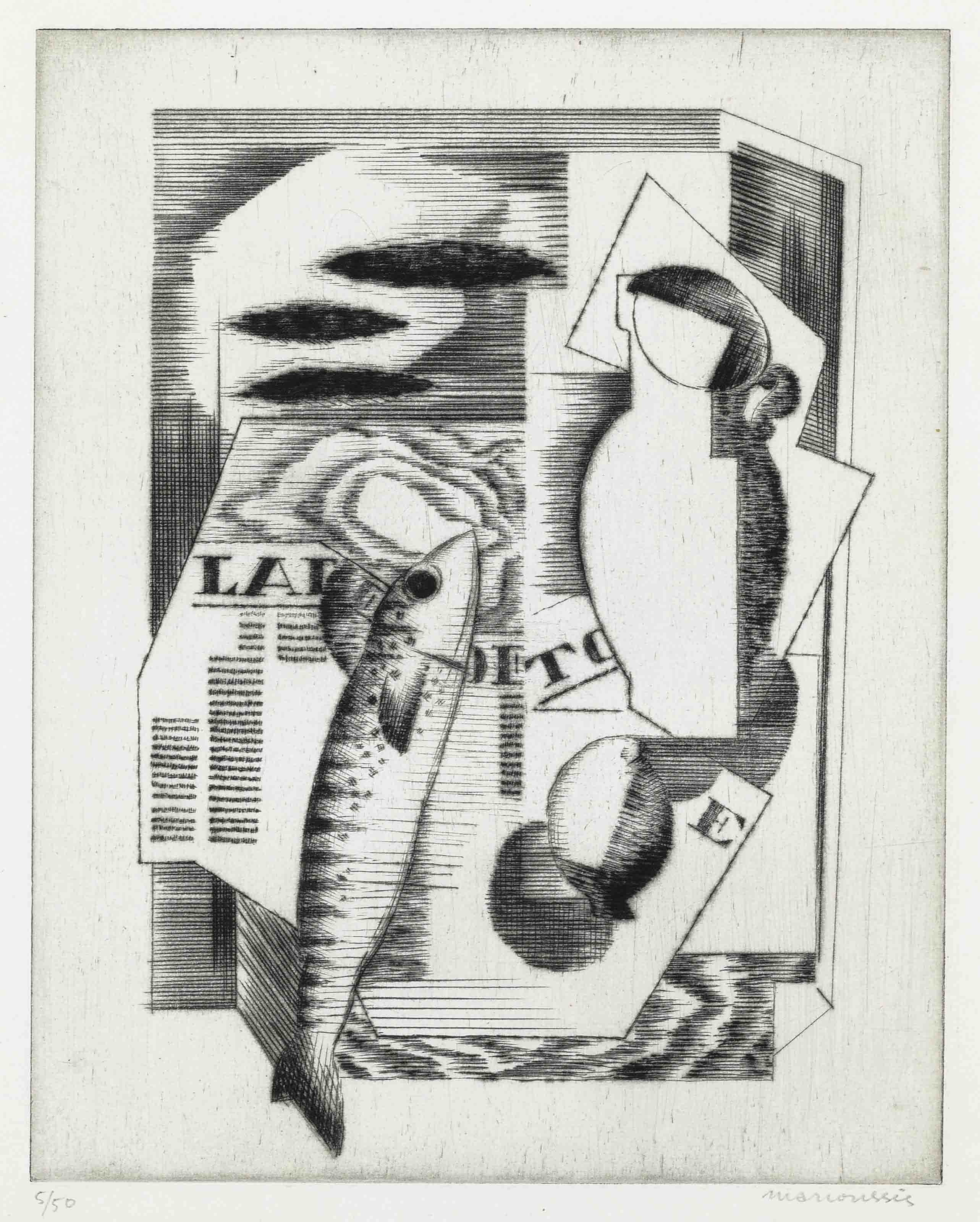
Viareggio, 1926
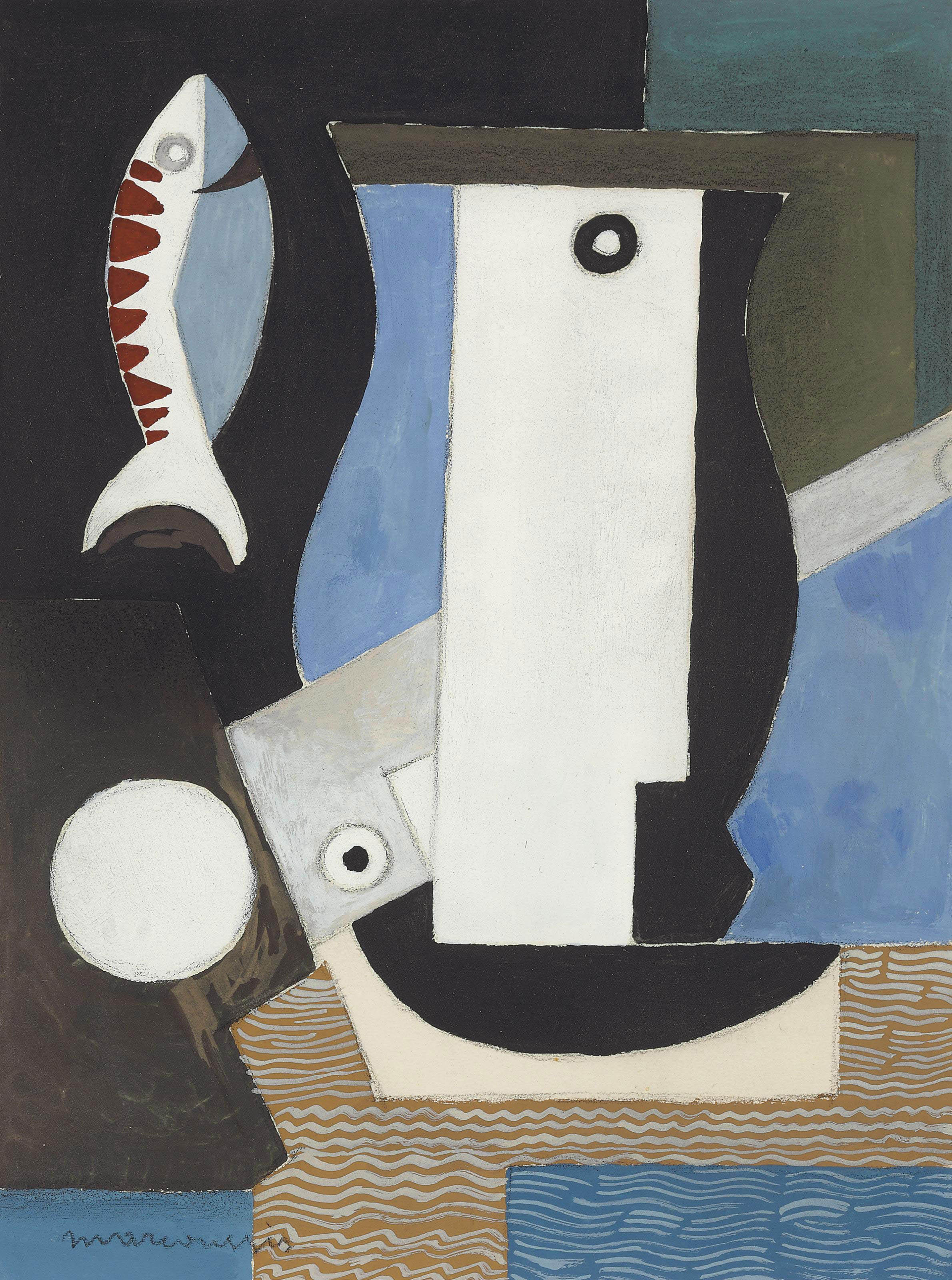
Composition cubiste au portrait, poisson et clair de lune, 1926